# Wait a Minute (Just a Touch)
Wait a Minute (Just a Touch) è un singolo della cantante britannica Estelle, pubblicato nel 2007 ed estratto dal suo secondo album in studio Shine.
La canzone vede la partecipazione, come coautore, interprete e produttore, di will.i.am, membro dei Black Eyed Peas.

## Tracce
- CD (UK)

1. Wait a Minute (Just a Touch) (album version) – 4:21
2. Wait a Minute (Just a Touch) (video) – 3:42

- Download digitale

1. Wait a Minute (Just a Touch) (album version) – 4:21